# Marcos de Vierna
Marcos de Vierna fue un maestro de cantería nacido en el pueblo de Vierna , municipio de Meruelo (Cantabria, España), a comienzos del siglo XVIII. Descendiente de una familia de hidalgos notorios, castellanos viejos. Desde muy joven se dedicó al oficio de la cantería, arte en el que llegaría a ser una de las máximas figuras de su tiempo, alcanzando puestos de importancia nacional en el entramado político del rey Carlos III.
Su obra, muy amplia y dispersa como consecuencia de los muchos años que dedicó a su oficio y la multitud de puntos en los que la mano de Marcos de Vierna dejó seña inconfundible de la calidad artística de los canteros trasmeranos.
- Datos: Q5996757